# Solenopsis kabylica
Solenopsis kabylica är en myrart som beskrevs av Santschi 1934. Solenopsis kabylica ingår i släktet eldmyror, och familjen myror. Inga underarter finns listade i Catalogue of Life.